# Lijst van voetbalinterlands Bhutan - Hongkong (vrouwen)
Deze lijst van voetbalinterlands is een overzicht van alle officiële voetbalinterlands tussen de nationale vrouwenteams van Bhutan en Hongkong. De landen hebben tot nu toe één keer tegen elkaar gespeeld.

## Wedstrijden
| № | Plaats  | Datum       | Competitie        | Wedstrijd         | Uitslag |
| - | ------- | ----------- | ----------------- | ----------------- | ------- |
| 1 | Thimphu | 28 mei 2025 | Vriendschappelijk | Bhutan − Hongkong | 0 − 0   |

## Samenvatting
| Competitie        | Totaal gespeeld | Winst Bhutan | Gelijk | Winst Hongkong | Doelsaldo Bhutan – Hongkong |
| ----------------- | --------------- | ------------ | ------ | -------------- | --------------------------- |
| Vriendschappelijk | 1               | 0            | 1      | 0              | 0 − 0                       |
| Totaal            | 1               | 0            | 1      | 0              | 0 − 0                       |